# Helminthoglypta walkeriana
Helminthoglypta walkeriana är en snäckart som först beskrevs av Hemphill 1911.  Helminthoglypta walkeriana ingår i släktet Helminthoglypta och familjen Helminthoglyptidae. IUCN kategoriserar arten globalt som akut hotad. Inga underarter finns listade i Catalogue of Life.